# Оборона польского побережья (1939)
Оборона польского побережья — оборонительные действия польской армии с 1 сентября по 2 октября 1939 года в рамках обороны Польши от Германского нападения. Накануне войны для защиты от нападения с моря в Польше было образовано особое сводное формирование сухопутных и военно-морских сил под названием Оборона Побережья (пол. Obrona Wybrzeża, «Обро́на Выбже́жа»). Командование этого объединения было расположено на полуострове Хель, командующим был адмирал Юзеф Унруг.

## Планы оборонительной операции
30 июля 1939 года Генеральный инспектор Вооружённых Сил издал приказ о защите побережья. В ожидании неизбежного вооружённого конфликта в оборонительных планах командования военно-морского флота, подготовленных на побережье, в основном всё было сосредоточено на обороне Гдыни, как наиболее важного промышленного и военного центра региона, и Хеля, который в ожидании массированного наступления на города Гдыня и Гданьск должен был стать главной базой польского флота. Все силы были разделены на три основные части: Морская оборона побережья (Morska Obrona Wybrzeżа), Сухопутная оборона побережья (Lądowa Obrona Wybrzeża) и подразделений, непосредственно подчиненных Командованию обороны побережья (Dowództwo Obrony Wybrzeża).

### Военно-морские силы

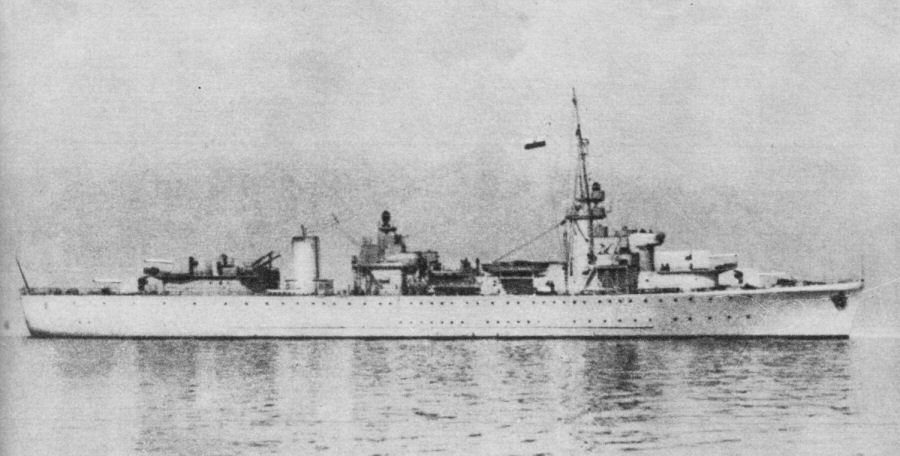
Минный заградитель «Грыф»

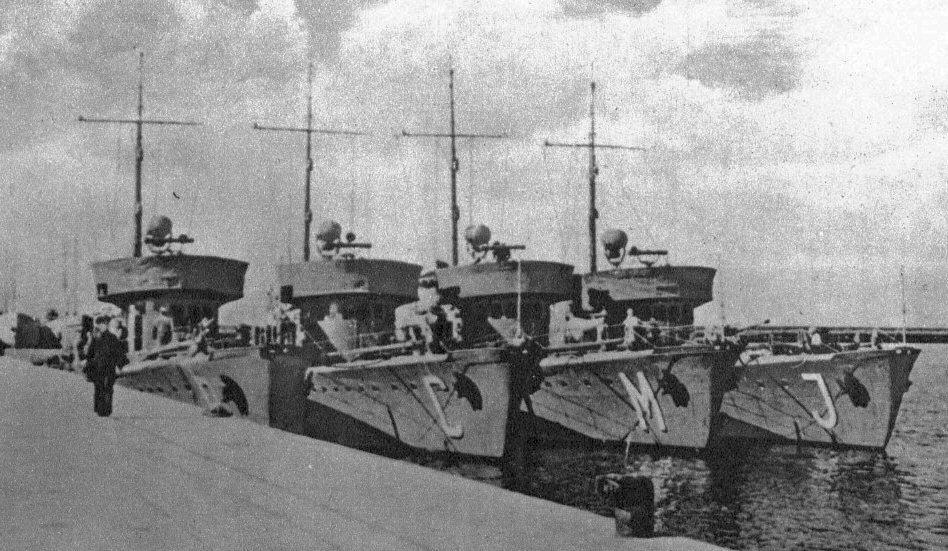
4 тральщика типа «Яскулка» (слева направо: «Рыбитва», «Чайка», «Мэва», «Яскулка»)

Морская оборона побережья состояла из всех судов Военно-морских сил Польши, за исключением эсминца «Вихер» («Вихрь») и дивизиона подводных лодок, которые были подчинены Командованию обороны побережья. Отдельный отряд эсминцев: «Бужа» («Буря»), «Блыскавица» («Молния») и «Гром» — должен был ещё до начала войны идти к портам Великобритании, а оттуда вместе с Британским флотом вести действия против агрессора по плану операции «Пекин». Это было связано с риском потерять эсминцы в первые же дни войны. Эсминец «Вихер» в итоге оставили в Польше для прикрытия минного заградителя «Грыф».
Другие надводные корабли, в том числе большой минный заградитель «Грыф» — самый большой корабль польского флота — и минный дивизион (Dywizjon Minowców, шесть тральщиков типа «Яскулка» («Ласточка») и две канонерские лодки должны были участвовать в операции «Рурка» и поставить мины для того, чтобы затруднить плавание в Гданьском заливе, особенно между основным побережьем Германии и Восточной Пруссией. Задача подводных лодок была занять позиции в южной части Балтийского моря, нападать на вражеские суда и ставить мины. Оборонительное использование подводных лодок, которые должны были быть распределены вдоль полуострова Хель и Гданьского залива, также предусматривалось в плане «Рурка». Он ориентирован в основном на оборону военно-морских баз, в связи с предполагаемым преобладанием немецких сил.

### Наземные и воздушные силы
На суше планировалось сосредоточить усилия на обороне наиболее важных городов-портов Гдыни и Хеля. Основные силы были сосредоточены в отдельном отряде «Вейхерово» (Oddział wydzielony «Wejherowo») к западу от Вейхерово. Отряд состоял из 1-го морского стрелкового полка и батальона национальной обороны «Пуцк». Отряд «Редлово» (Oddział Wydzielony «Redłowo») к югу от Гдыни состоял из 2-го морского стрелкового полка и 1-го резервного батальона. Отряд «Картузы» (Oddział Wydzielony «Kartuzy») рядом с Картузами включал батальоны национальной обороны «Картузы» и «Гдыня II». В непосредственной близости от Колечково размещался батальон национальной обороны «Гдыня I».
Зенитная оборона Гдыни состояла из 1-го морского зенитно-артиллерийского дивизиона с восемью 75-мм стационарными зенитными орудиями wz. 22/24 и двумя взводами прожекторов.
Сухопутная Оборона побережья имела в общей сложности 40 артиллерийских орудий разных типов, 34 миномёта и гранатомета, 192 станковых и 266 ручных пулемётов. Ей подчинялись также комиссариаты пограничной стражи и транзитный военный склад (Wojskowa Składnica Tranzytowa) в Вестерплатте. Численность личного состава сил обороны побережья — около 17 тысяч человек.

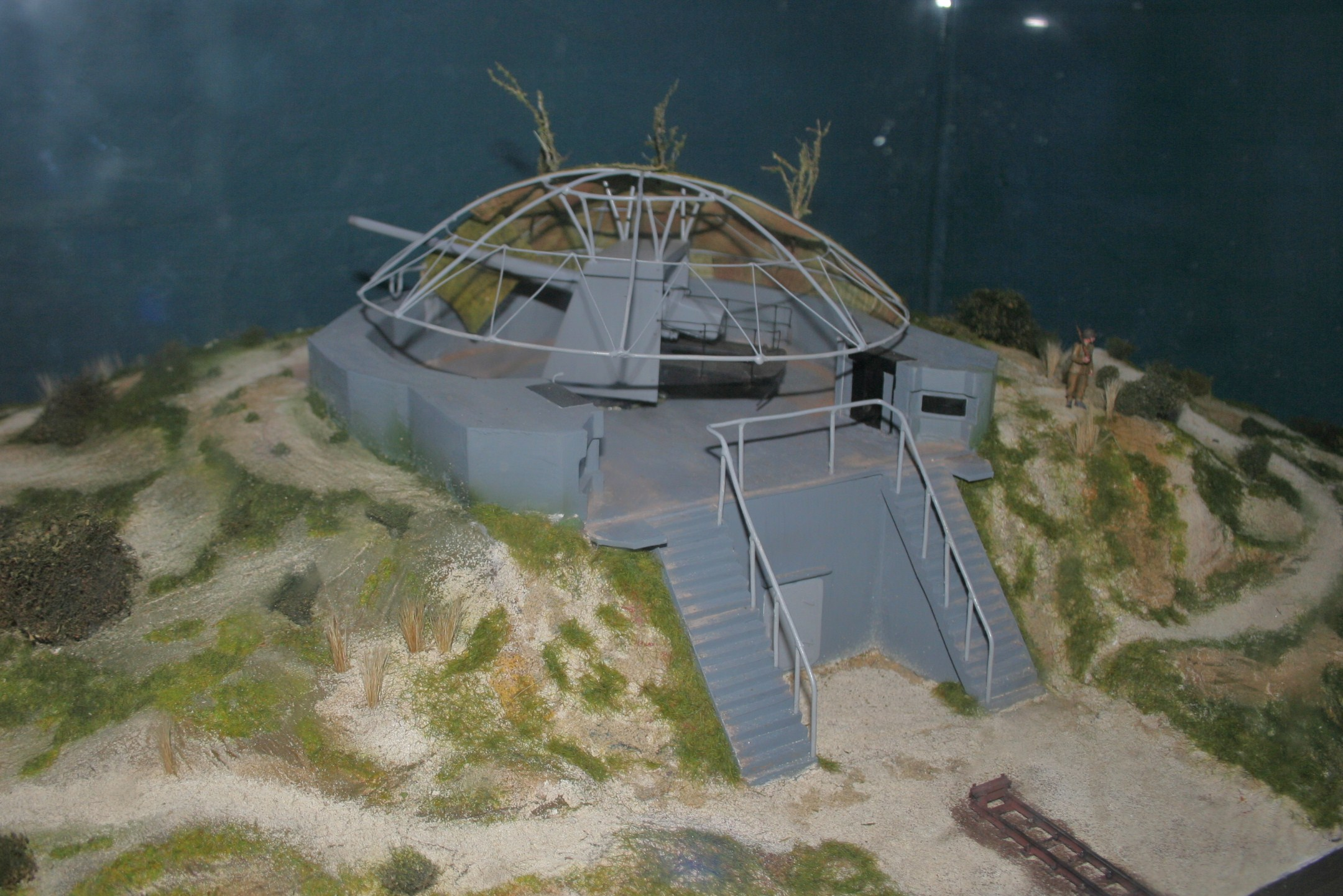
Модель пушечной установки береговой батареи № 31 им. Хелидора Ласковского

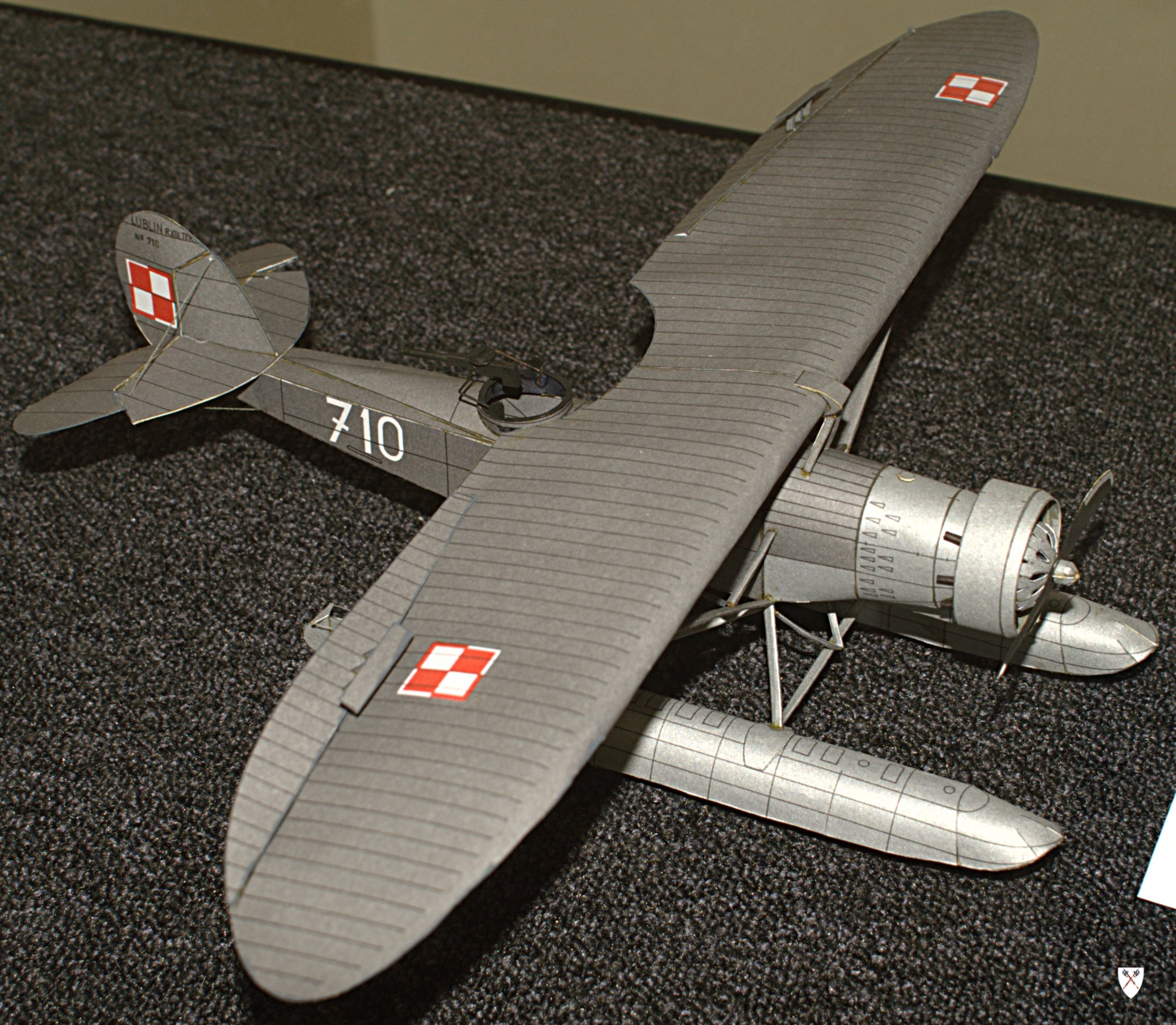
Модель гидросамолёта Люблин Р.XIII

В состав Морской Обороны побережья, кроме кораблей, входила береговая артиллерия и все другие подразделения, расположенные на полуострове Хель, образовавшие укрепленный район «Хель» (Rejon Umocniony Hel). Дивизион береговой артиллерии состоял из береговых артиллерийских батарей: № 31 имени Хелидора Ласковского (четыре современных пушки Бофорс калибра 152,4 мм), № 32 «Греческая» и № 33 «Датская» (по две 105-мм пушки на колесах). За ними на Хельской косе развернуты три противодесантные батареи, имевшие в общем восемь 75-мм пушек. На нагорье Кемпа-Оксывска размещалась двухпушечная батарея орудий Канэ калибра 100 мм. Для защиты района от Хеля до Владыславово предназначался 4-й батальон Корпуса охраны границы «Хель» со 124 пулемётами, 11 гранатометами и 42 лёгкими орудиями. Силы ПВО состояли из 2-го морского зенитно-артиллерийского дивизиона (6 стационарных 75-мм орудий Wz. 22/24 и 8 40-мм Wz. 38). Единственным авиационным подразделением Сухопутной обороны побережья был Морской авиационный дивизион (Morski Dywizjon Lotniczy) в Пуцке (13 гидросамолетов, в основном устаревших и пригодных только для разведки: польские Lublin R-VIIIter, Lublin R-XIIIter, Lublin R-XIIIG и один итальянский CANT Z.506B).

## Мобилизация

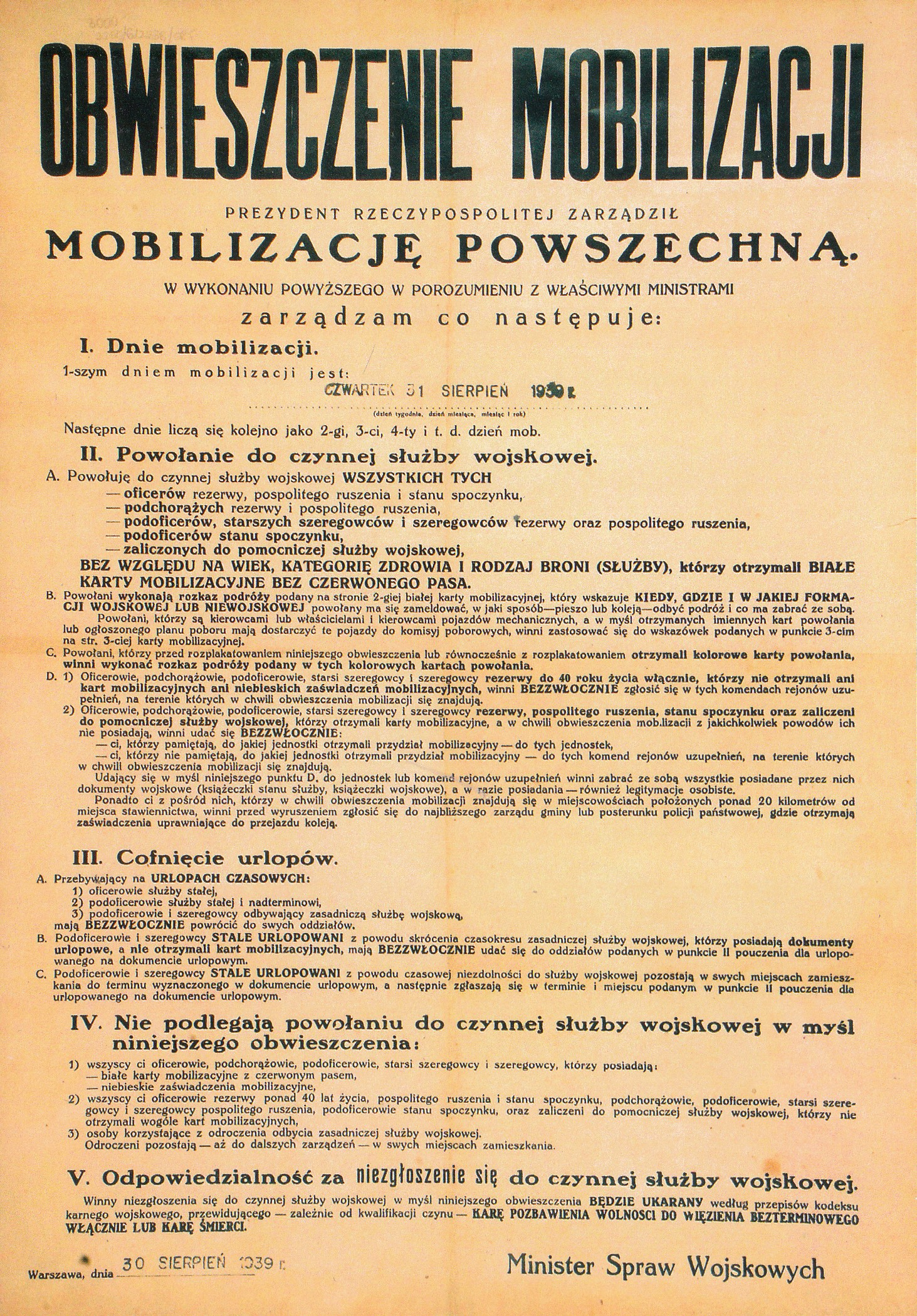
Объявление о всеобщей мобилизации

24 августа президент Польши издал указ о всеобщей мобилизации. На службу призывались военнообязанные практически всех категорий — резервисты, ополченцы, годные к вспомогательной службе, офицеры и унтер-офицеры в отставке — независимо от возраста, состояния здоровья и рода оружия. Мобилизация подразделений флота прошла довольно гладко, в сухопутных частях наблюдалась некоторая дезорганизованность, тем не менее к концу августа все части достигли высокой боевой готовности.

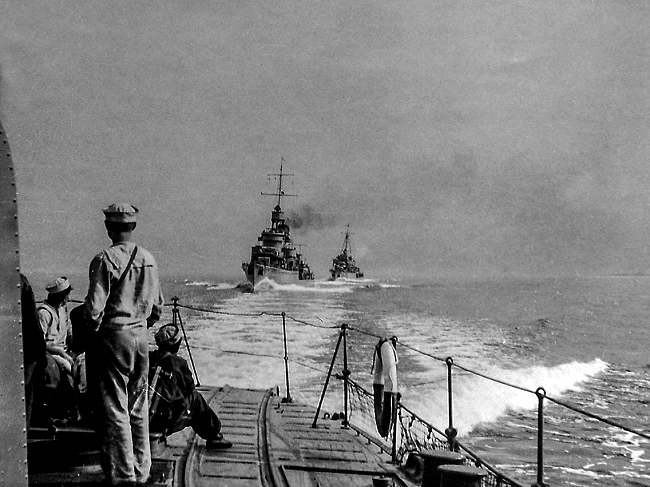
Польские эсминцы во время операции «Пекин». Снимок с борта «Блыскавицы», за ним следуют «Гром» и «Бужа».

26 августа 1939 года, на следующий день после заключения англо-польского военного альянса, командующий польским флотом контр-адмирал Юзеф Унруг утвердил план «Пекин» — перебазирование польских эсминцев в Великобританию в случае начала войны. Запечатанные конверты с приказом были разосланы на корабли. 29 августа в 12:55 по радио и флажным семафором кораблям передан сигнал «Исполнять „Пекин“». Эсминцы «Бужа», «Блыскавица» и «Гром» прошли через Балтийское море, Эресунн, Каттегат и Скагеррак, и через Северное море 1 сентября зашли в порт Эдинбург. Переход прошёл без серьёзных происшествий. 30 августа отряд встретился с немецкими кораблями — лёгким крейсером «Kенигсберг» и эсминцем, — но из-за отсутствия приказа с обеих сторон боестолкновения не было.

## Война на море

### Первые боестолкновения

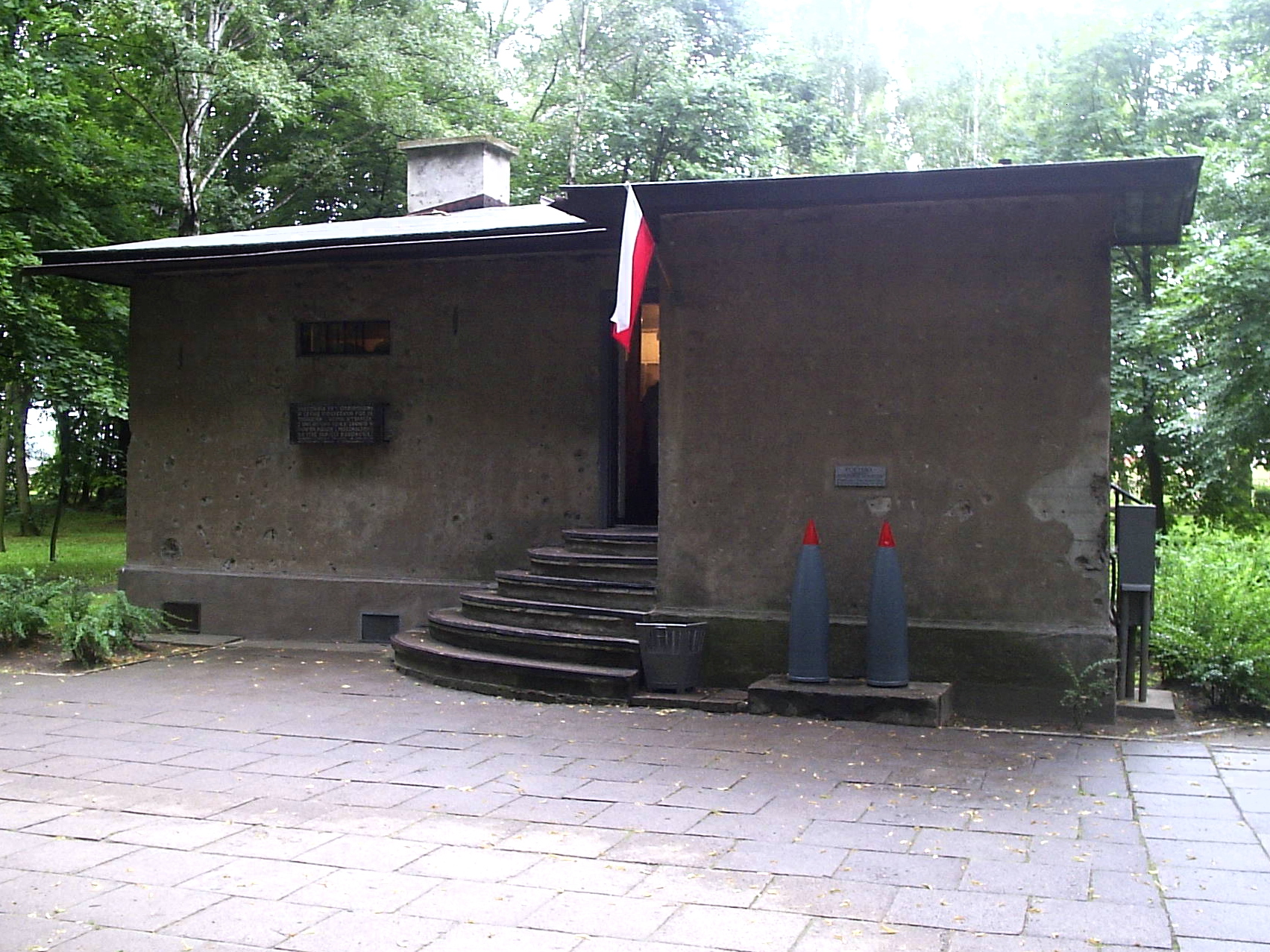
Караульное помещение № 1 (музей Вестерплатте)

1 сентября немецкие войска начали вторжение в Польшу. Силы польского флота и сухопутных войск Приморского района немедленно преобразованы в особое формирование — Оборону Побережья (пол. Obrona Wybrzeża) под единым командованием, которое сразу же оказалось в критической ситуации из-за одновременного нападения с суши (с запада и востока), с моря и с воздуха. Немцы имели против поляков на суше корпус и бригаду вермахта — около 29 тыс. человек, 60 гаубиц, 254 пушки, 72 миномёта и гранатомета и около 700 пулемётов. Силы германского флота, выделенные для операции, состояли из двух старых линкоров, десяти эсминцев, восьми торпедных катеров, четырёх сторожевых катеров и 24 тральщиков. Один эсминец, девять миноносцев и двенадцать подводных лодок осуществляли блокаду прибрежного района.
Первым атаке подвергся Гданьский порт: немецкий учебный броненосец «Шлезвиг-Гольштейн» (построен ещё до Первой мировой войны) открыл огонь по польским позициям на Вестерплатте. В то же время Вермахт перешёл польско-германскую границу на всем протяжении прибрежной зоны. Авиация Люфтваффе бомбардировала Хель и Пуцк, уничтожив почти всю авиацию, размещенную там. Все относительно крупные польские боевые корабли после бомбардировок Гдыни и Хеля вышли в море.

### Бои на море

#### Операция «Рурка»
В соответствии с приготовленным в конце 1938-го — начале 1939 годов планом по обороне Гданьска, в ночь с 1 на 2 сентября 1939 года польскому флоту было поручено проведение операции «Рурка» («Трубка»). Она заключалась в постановке минных заграждений на линии Хель — Сопот, которые должны были задержать немцев и не позволить им высадиться на побережье. Эсминец «Вихер» должен был прикрыть минный заградитель «Грыф», который выходил из Пиллау. После загрузки морских мин на «Грыф» поляки отправились в путь и столкнулись во второй половине дня близ Хеля с около 30 пикирующими бомбардировщиками Junkers Ju 87 из 4-й группы 1-й учебной эскадры. Они попытались потопить и эсминец, и заградитель. Своевременные меры, предпринятые командиром «Вихера» де Вальденом, позволили его кораблю избежать попадания авиабомб, но сохранить целым «Грыф» не удалось — от взрыва бомбы на корме погибли пять членов экипажа во главе с командиром Стефаном Квятковским. Заместитель командира капитан Виктор Ломидзе, опасаясь дальнейших авианалётов, немедленно приказал сбросить за борт мины, которые ещё не были подготовлены. Операцию «Рурка» пришлось отменить, но об этом экипаж «Вихера», отправившийся на запад от Пиллау, не был проинформирован.
Той же ночью экипажем «Вихера» обнаружены приблизительно на расстоянии 4500 м два немецких эсминца. По предположению историков, это были «Георг Тиле» и «Рихард Байтцен». Вскоре поляки обнаружили ещё и третий корабль, то ли лёгкий крейсер «Лейпциг», то ли эсминец «Вольфганг Ценкер». Так и не получивший распоряжение об отмене операции командир корабля решил не открывать огонь, дабы не привлекать к себе внимания. Позднее де Вальден писал, что это была серьёзная ошибка: немецкие корабли были хорошо видны полякам и были уязвимы для артиллерийского огня и торпед, а вот немцы польские корабли заметить не могли. Впрочем, историками опровергается подобный тезис: де Вальден к тому моменту уже получил приказ об отмене операции и направился обратно в Пиллау.
2 сентября около 5 часов утра «Вихер» вернулся в Хель. Согласно приказу Командования Флота «Вихер» и «Грыф» были превращены в плавучую батарею близ Хеля.
В тот же день немецкая авиация потопила два судна, мобилизованных как плавбазы: «Гдыня» и «Гданьск». Большая часть экипажей этих кораблей погибла. 3 сентября утром был первый морской бой, когда немецкие эсминцы «Либерехт Маас» и «Вольфганг Ценкер» направлялись в сторону Хеля и атаковали порт, где находились «Вихер» и «Грыф». Польским кораблям помогала береговая батарея № 31. Около 6:30 утра польский экипаж заметил два немецких эсминца. Около 6:50 вражеские корабли открыли огонь, поляки в ответ также открыли огонь. Около 6:57 «Маас» получил попадание снарядом с «Грыфa» или с батареи № 31 в 127-мм орудие, и на его борту вспыхнул пожар (4 убитых и 4 раненых). Подтверждения других потерь на немецких кораблях нет, но, по некоторым польским данным, «Маас» вышел из строя и его отбуксировали в Пиллау. Сам «Грыф» получил два снаряда, которые повредили его зенитки.

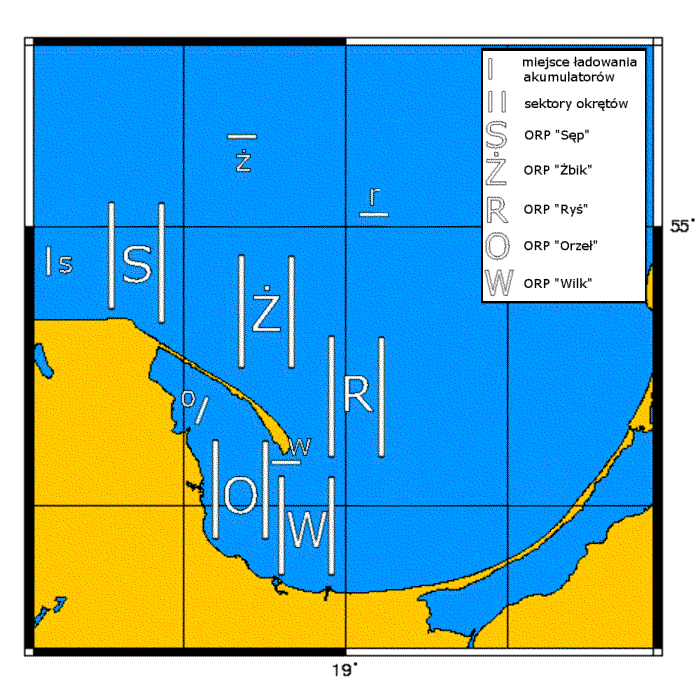
Секторы действий польских подводных лодок по плану «Рурка»

В тот же день был снова замечен «Ценкер», который после обстрела батареи ушёл от Хеля. Немецкое командование после решило усилить бомбардировку полуострова Хель, в частности польских военных кораблей. Также 3 сентября корабли, находившиеся в Хели, разбомбили пикирующие бомбардировщики Ju 87. В результате авиаудара было затоплено четыре польских военных корабля: «Грыф», «Вихер», «Чайка» и «Генерал Галлер». Один Ju 87 был сбит. 4 сентября немецкие эсминцы ушли из Балтийского моря из-за прекращения угрозы атаки крупных польских кораблей. Их заменили малые корабли, способные патрулировать прибрежные воды и тралить мины. 6 сентября немецкими кораблями был заблокирован путь к порту Гдыня, также было затоплено два торговых судна: греческий «Иоаннис Карас» и польский «Tорунь» — они затоплены у южного входа в порт Гдыня.
Деятельность дивизиона подводных лодок не производила какого-либо эффекта, их постоянно преследовал противник. Поврежденная глубинными бомбами подлодка «Семп» (ORP „Sęp”, «Стервятник») была вынуждена 5 сентября уйти на шведский остров Готланд и там попытаться устранить повреждение. Взрывы бомб также привели к повреждению на подлодках «Вильк» («Волк») и «Рысь». Последняя в ночь с 4 на 5 сентября вернулась в военно-морской порт Хель для ремонта, несмотря на запрет Главного штаба. В то же время подлодка «Oжел» («Орёл») отошла от берегов Швеции, нарушив приказ. Подводные минзаги «Вильк», «Рысь» и «Жбик» («Дикий кот») занимались минными постановками: «Вильк» 3 сентября поставил между Хелем и Вейксельмюнде весь запас из двадцати мин, «Рысь» 7 сентября поставила 10 мин к северу от полуострова Хель; «Жбик» поставил двадцать мин к северу от Ястарни. После этой операции подводные лодки пошли в новые сектора в открытом море.

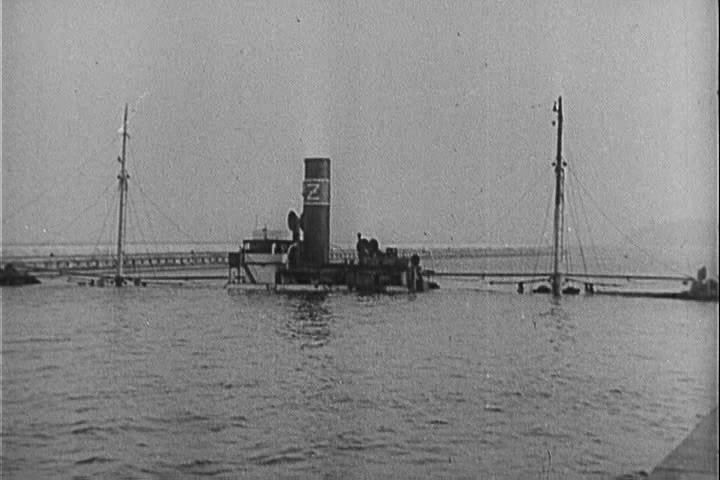
Пароход «Торунь», затопленный у южного входа в порт Гдыня

12 сентября в море вышли три польских тральщика: «Яскулка», «Рыбитва» и «Чайка». Корабли открыли огонь по немецким позициям в городе Рева. В ночь с 12-го на 13-е эти тральщики поставили 60 мин в Гданьском заливе, а 14 сентября обстреляли немецкие позиции в районе Мехелинок. Во второй половине дня 14 сентября в результате налёта люфтваффе на Ястарню были потоплены тральщики «Чапля» и «Яскулка», гидрографическое судно «Поможанин», буксиры «Лех» и «Сокул», поврежден тральщик «Рыбитва». Вечером 14 сентября оставшиеся на плаву «Чайка», «Рыбитва» и «Журав» ушли в Хель, где были разоружены и капитулировали.
Все подводные лодки направились к портам нейтральных стран или в Великобританию. Подлодка «Семп» 18 сентября прибыла в Швецию, туда же прибыли 19 сентября «Рысь» и 25 сентября «Жбик». «Вильк» 15 сентября прорвался через датские проливы и 20 сентября пришёл в шотландский порт Росайт. Подлодка «Oжел» пришла в Таллин, где была интернирована; в ночь с 17 на 18 сентября экипажу удалось отбить корабль и уйти из Таллина. 14 октября «Oжел» прибыл в британскую военно-морскую базу у Ферт-оф-Форт.
1 октября 1939 на мине, поставленной «Жбиком» тремя неделями раньше, подорвался и затонул немецкий тральщик М-85 с 24 моряками. Вместе с тральщиком затонул немецкий катер «Мульхаузен». 7 декабря 1939 на мине, поставленной подлодкой «Вильк», подорвался и затонул немецкий катер Pil 55.

## Война на Побережье
С 1 сентября на суше происходили ожесточенные бои. Превосходство вермахта было подавляющим, но польские войска оказывали сильное сопротивление с 4 по 8 сентября, даже после того как Гданьское Поморье было отрезано и армия «Поморье» отступила. 7 сентября капитулировало Вестерплатте. Немцы медленно оттесняли польские войска. Тральщики «Яскулка», «Рыбитва» и «Чайка» постоянно обстреливали из орудий вражеские позиции. Тем не менее, немецкие войска прорвали фронт, и 12 сентября польские войска отступили к возвышенности Кемпа-Оксивска. 14 сентября польские войска полностью оставили Гдыню. Войска на Кемпе-Оксивской ещё оборонялись, но из-за постоянного натиска с суши и с моря ситуация стала критической. После неудачной попытки прорыва 19 сентября в 17:00 оборона пала, и остатки польских войск сдались в плен.

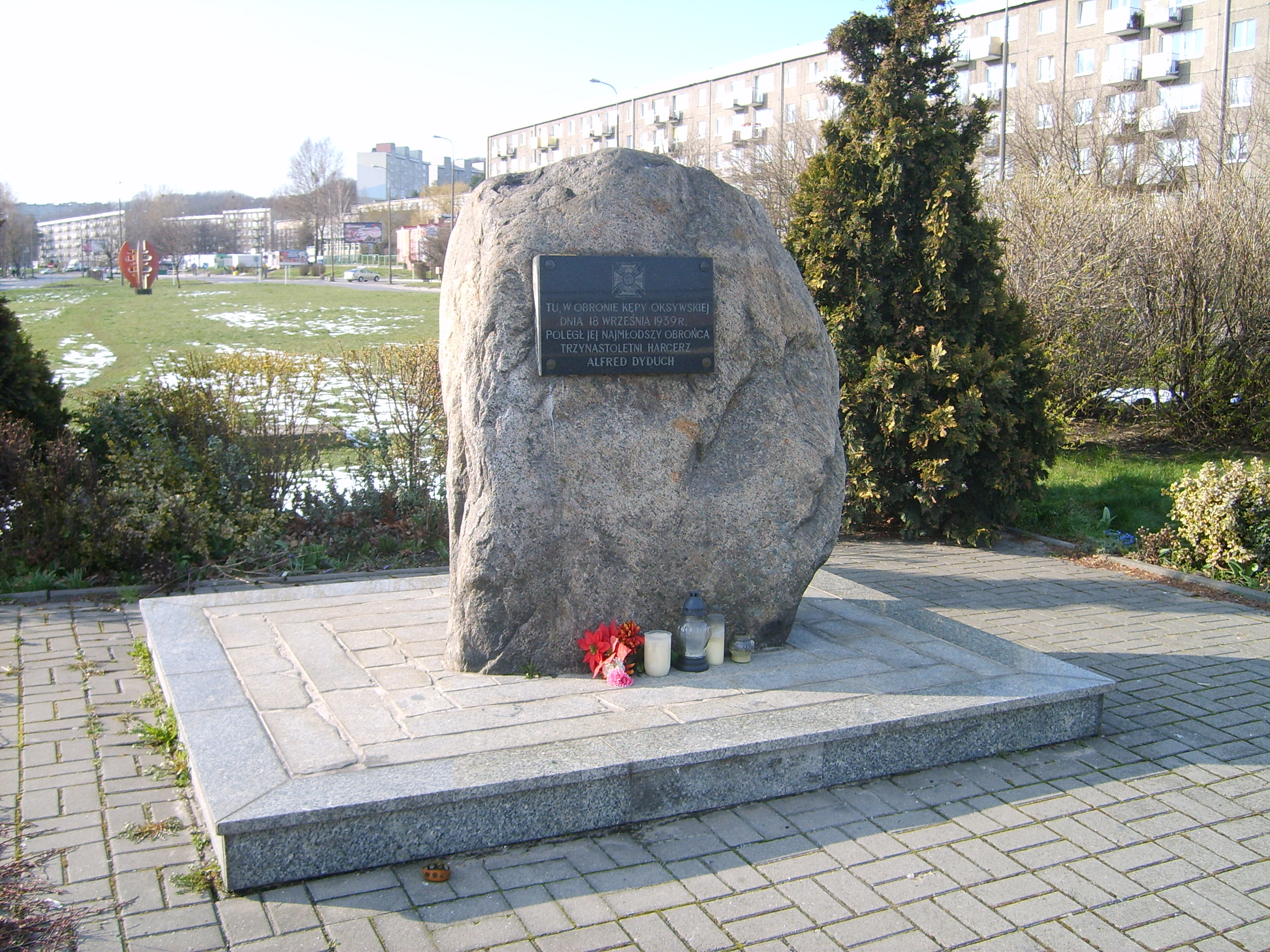
Памятник 13-летнему защитнику Кемпы-Оксивской, Альфреду Дидуху.

После захвата немцами Гдыни и Кемпы-Оксивской на балтийском побережье оборонялся только полуостров Хель. 4-й батальон «Хель» 12 сентября отбил все попытки немцев захватить полуостров. Линкоры «Шлезвиг—Гольштейн» и «Шлезиен» обстреливали полуостров с 18 сентября по 23 сентября, но без особого успеха. Эти корабли возобновили атаку 25 сентября, атаковав батарею имени Ласковского (командир З. Пшибышевский). Не достигнув успеха, немцы вновь отступили. 27 сентября в ходе ещё одной такой атаки «Шлезвиг-Гольштейн» получил небольшие повреждения от попадания 152,4-мм снаряда. Несмотря на обстрелы полуострова с моря, поляки не сдавались. 25 сентября немцы захватили деревню Халупы, подошли к Кутнице и фактически захватили около трети косы. Только после этого, 1 октября, 4-й батальон «Хель» сложил оружие и капитулировал.